# 道路台帳
道路台帳（どうろだいちょう）もしくは道路施設台帳といい、道路管理者が作成する道路に関する基礎的な事項を示した台帳である。位置、数量を図面に示したものを道路台帳附図という。

## 法令上の扱い
- 道路台帳は道路法第28条、道路法施行令第5条2項によって作成が義務付けられている。
- 道路法第28条3項により、道路管理者が道路台帳の閲覧を禁止することはできない。
- 国有財産台帳や地方自治法に基づく財産台帳に代えることはできない[2]。

## 道路台帳の内容
道路台帳の製作・管理方法については道路法施行規則第4条の2によって定められている。
また、それぞれの路線ごとに道路台帳は作られなければならないとしている。

### 記載すべき内容
同規則第4条の2第3項により、記載しなければならない内容が決められている。
道路の種類、路線の基本的な情報やトンネルや橋梁に関する情報まで詳細に記載される。

### 縮尺
同規則第4条の2第4項により、縮尺は1/1000以上とされている。

### 保管場所
同規則第4条の2第6項により、道路管理者の事務所のもとで保管されなければならないとしている。